# 2023年爱沙尼亚议会选举
2023年爱沙尼亚议会选举于3月5日举行，旨在改选爱沙尼亚国会中全部101个席位。在2019年的选举中，于里·拉塔斯领导爱沙尼亚中间党成功组建了政府并出任总理一职。不过后来其政府卷入了腐败案，导致他于2021年1月被迫下台。随后爱沙尼亚改革党在卡娅·卡拉斯的带领下与爱沙尼亚中间党组建了联合政府，并由卡娅·卡拉斯担任总理。尽管这一联合政府在2022年6月解体，但卡拉斯选择与社会民主党和祖国党再度组成政府，并继续担任总理一职。2023年1月，全国选举委员会宣布共有9个政党和10名独立候选人参加2023年议会选举。